# Thylane Blondeau
Thylane Léna-Rose Loubry Blondeau (Aix-en-Provence, 05 de abril de 2001) é uma modelo francesa. Blondeau começou na infância e em 2007, aos 6 anos, foi intitulada "a garota mais bonita do mundo". Já modelo para marcas importantes, incluindo Dolce & Gabbana, L'Oréal e Versace .

## Biografia
Thylane Blondeau nasceu em 2001, em Aix-en-Provence, França . É filha de Patrick Blondeau, jogador de futebol da seleção francesa, com a atriz e apresentadora de televisão Veronika Loubry, e tem um irmão mais novo, Ayrton Blondeau.

## Carreira

### Modelo
Blondeau começou a modelar aos 4 anos de idade, representada por uma agencia de talentos francesa. Seu primeiro trabalho foi desfilando para o designer francês Jean Paul Gaultier na Paris Fashion Week. Após o desfile, Thylane fez ensaios fotográficos para nomes expressivos da Europa famosos como Dolce & Gabbana, Babylos e L'Oréal .
Aos 10 anos,  se envolveu em uma polêmica quando apareceu em roupas e maquiagem para adultos em um ensaio para a Vogue Enfants da Vogue Paris .. As fotos, que foram produzidas sob a supervisão de Tom Ford, ganharam repercussão mundial, chamaram a atenção de orgãos de proteção infantil e supostamente foram o motivo da demissão da editora chefe Carine Roitfeld O episódio levantou debate sobre sexualização e o uso de jovens modelos e celebridades na publicidade e campanhas de marcas de luxo.
Em 2015, pouco antes de completar 14 anos, ela assinou com a IMG Models. No mesmo ano, apareceu na capa da revista Jalouse.
Em 2017, tornou-se embaixadora global da L'Oreal Paris, desfilou para Dolce & Gabbana e estrelou ao lado de Zendaya, a campanha primavera/verão da marca.
Em 2018, ela fundou sua própria marca de roupas, Heaven May.
Em dezembro de do mesmo ano, Thylane ficou em primeiro lugar na "Lista de Críticos Independentes dos 100 Rostos Mais Bonitos de 2018" anual. Foi sua quinta aparição consecutiva na prestigiosa lista global, tendo ficado em 84º em 2014, 28º em 2015, quinto em 2016, segundo em 2017 e quarto em 2019.

### Atuação
Blondeau fez sua estréia como atriz interpretando o papel de Gabriele no filme Belle & Sebastian: The Adventure Continues (2015).

## Vida pessoal
Em outubro de 2021, Blondeau passou por uma cirurgia bem-sucedida para remoção de cistos ovarianos.

## Filmografia
| Título                                 | Ano  | Função    | Diretor          | Notas |
| -------------------------------------- | ---- | --------- | ---------------- | ----- |
| Belle & Sebastian: A Aventura Continua | 2015 | Gabrielle | Christian Duguay |       |